# Artilerijska priprava terena
Artilerijska priprava terena (ali samo artilerijska priprava) je vojaški izraz za načrtovano ognjeno delovanje napadalčeve artilerije do začetka napada, ki ima za cilj slabljenje odporne moči branilca, dezorganizacijo njegovih sistemov poveljevanja, ognja, zvez in opazovalnih sistemov, da bi se s tem omogočilo uspešno izvajanje napada in prodora enot, ki jih podpira. V vojni mornarici se artilerijska priprava redno podpira tudi z letalsko pripravo terena. V nadaljevalni fazi se tovrstno obstreljevanje nasprotnikovih položajev imenuje ognjena ali artilerijska podpora.